# COC Nederland
 (décembre 2017).
Le COC Nederland, anciennement Cultuur en Ontspannings-Centrum (traduisible en français par « Centre culturel récréatif »), est une organisation néerlandaise de défense des droits des homosexuels et autres minorités sexuelles. Créée en 1946 en tant que club Shakespeare (Shakespeare Club) sur la Leidsestraat, à Amsterdam, elle est la plus ancienne association LGBT en activité au monde. Sa présidente est l'ancienne représentante Astrid Oosenbrug depuis 2018.

## Généralités
Le COC est une fédération, constituée de 24 antennes à travers les Pays-Bas et pourvue d’un comité directeur. À l’échelle locale, le COC est un lieu d’accueil, d’information et de sociabilité. À l’échelle nationale le COC est plus qu’une simple association, il est un groupe d’intérêt doté de moyens matériels, financiers et humains, lui permettant de développer des stratégies politiques au nom de la communauté qu’il représente. « Considéré comme l'une des plus importantes organisations homosexuelles du monde, le COC dispose de connaissances, d'aptitudes et de réseaux qui lui permettent de répondre pratiquement dans le monde entier à différentes demandes de soutien: stratégie, formation de réseaux, défense d'intérêts, organisation, hébergement, gestion de personnel, trésorerie, etc. Le COC peut se charger de ces tâches directement ou indirectement. Et ceci à l'échelle requise par chaque situation donnée. »

### Politique générale
La politique générale du COC se déploie suivant quatre axes : 
1. sensibiliser la jeunesse à la discrimination homophobe (interventions en milieu scolaire) ;
2. soutenir les personnes âgées et leur offrir des services de soin adaptés (maisons de retraite dites gay friendly) ;
3. soutenir les personnes dites LGBT issues de minorités ethniques ;
4. solidarité internationale dans certains pays où la situation des homosexuels et lesbiennes est dramatique, le COC propose son expérience dans ce domaine.

### Financement
Les sources de revenus du COC sont les suivantes : cotisations des adhérents, dons et legs, subventions (généralement par projet) et activités commerciales.

### Direction
- 1946-1962 : Nico Engelschman (nl) (dit Bob Angelo)
- 1962-1971 : Benno Premsela (en)

 Au début des années 1970, il a été décidé de ne plus élire de président
- 1990-1997 : Cees van Wijk
- 1997-2001 : Ineke Huyser
- 2001-2004 : Henk Beerten
- 2005-2008 : Frank van Dalen (nl)
- 2008-2010 : Wouter Neerings
- 2010-2012 : Vera Bergkamp
- 2012-2018 : Tanja Ineke (nl)
- Depuis 2018 : Astrid Oosenbrug